# Wrotycz starcolistny
Wrotycz starcolistny (Tanacetum cinerariifolium) – gatunek byliny z  rodziny astrowatych.  Pochodzi z rejonu obszaru Morza Śródziemnego, szczególnie znad wybrzeża Adriatyku.

## Nazewnictwo
Dawniej zaliczany był do rodzaju złocień (Chrysanthemum), stąd też rozpowszechniła się jego polska nazwa złocień dalmatyński (drugi człon nazwy pochodzi od rejonu występowania – Dalmacji). W najnowszych ujęciach taksonomicznych przeniesiony został do rodzaju wrotycz (Tanacetum).

## Morfologia
Wysokość do 1 metra. Liście trzykrotnie pierzastodzielne, z owłosieniem szarym. Koszyczki kwiatowe osadzone w szczytowych partiach słabo ulistnionych łodyg. Okrywa koszyczka żółtawa, okwiat biały kwiaty języczkowe. Owoc – niełupka.

## Zastosowanie
Roślina owadobójcza, znana też pod nazwą pyrethrum. Jej wysuszone koszyczki kwiatowe zawierają trującą pyretrynę, działającą paraliżująco na system nerwowy owadów. W tym też celu bywa uprawiana w przydomowych ogródkach. Roślina używana jest również do przemysłowej produkcji środków owadobójczych i uprawiana w tym celu w kilku krajach. Jednym z nich jest Kenia, dokąd pyrethrum sprowadzono z Dalmacji w 1928 r. i gdzie jego uprawa prowadzona jest na wysokich wyżynach o upalnych dniach i chłodnych nocach. W latach 60. XX w. państwo to było największym dostawcą na świecie suchych kwiatów wrotycza dalmatyńskiego, z produkcją w latach 1966-69 wynoszącą 9560 ton.
Współcześnie pyretryna jest syntezowana i roślina straciła na znaczeniu jako surowiec do jej pozyskania.